# جلان باركلي
جلان باركلي (بالإنجليزية: Glen Barclay)‏ هو لاعب دوري الرغبي نيوزيلندي، ولد في 6 سبتمبر 1888 في تاورانجا في نيوزيلندا، وتوفي في 19 فبراير 1959.